# Platysaurus guttatus
Platysaurus guttatus (карликова пласка ящірка) — вид ящірок родини поясохвостів (Cordylidae). Ендемік Південно-Африканської Республіки.

## Поширення і екологія
Карликові пласкі ящірки мешкають в західних і центральних районах провінції Лімпопо від плато Ватерберг до гір Блуберг. Вони живуть в саванах, де трапляються у вузьких тріщинах серед скель, на висоті від 1000 до 1300 м над рівнем моря.